# Сафарово (Чишминский район)
Сафарово (баш. Сафар) — село в Чишминском районе Республики Башкортостан Российской Федерации. Центр Сафаровского сельсовета.  Согласно переписи 2020 года население составляло 787 человек.

## География

### Географическое положение
Расстояние до:
- районного центра (Чишмы): 12 км,
- ближайшей ж/д станции (Сафарово): 1 км.

## История
В «Списке населенных мест по сведениям 1870 года», изданном в 1877 году, населённый пункт упомянут как деревня Сафарова 1-го стана Уфимского уезда Уфимской губернии. Располагалась при речке Карамале, по левую сторону Казанского почтового тракта из Уфы до левого берега реки Дёма, в 40 верстах от уездного и губернского города Уфы и в 20 верстах от становой квартиры в деревне Берсюванбаш. В деревне, в 335 дворах жили 1947 человек (990 мужчин и 957 женщин, башкиры, тептяри), были 3 мечети, 2 училища, 3 водяные и 1 конная мельницы, 12 лавок, базары по субботам, ярмарка 25 ноября. Жители занимались сапожничеством и торговлей мясом.

## Население
| 2002 | 2009  | 2010 |
| ---- | ----- | ---- |
| 991  | ↗1033 | ↘991 |

Национальный состав
Согласно переписи 2002 года, преобладающая национальность — татары (82 %).

## Религия
В селе есть мечеть.

## Известные уроженцы
- Байбурин, Габдулла Гиндуллович (1925—1994) — башкирский писатель, член Союза писателей Башкирской АССР (1963), заслуженный работник культуры РСФСР (1985).
- Бикбулатова, Зайтуна Исламовна (1908—1992), башкирская театральная актриса, народная артистка СССР (1973).
- Байбурин Акрам Зуфарович (1918-1971)
- Командир орудия,сорокапятки,снайпер-наводчик,истребитель танков.Медаль "За Отвагу".
- Байбурин Ахъяр Хайртдинович (1919-1991), капитан ВС СССР, награжден Орденом "Красная звезда" и медалью "За Отвагу", внесен в книгу летописи "Казанского авиационного института им. Туполева", его именем названа образовательное учреждение "Школа безопасности Ахъяр" в г.Казани.